# Lindholmen
Lindholmen este o arie protejată (arie specială de conservare — SAC, sit de importanță comunitară — SCI) din Suedia întinsă pe o suprafață de 19,8 ha, integral pe uscat.

## Localizare
Centrul sitului Lindholmen este situat la coordonatele 59°29′51″N 16°13′11″E / 59.4976°N 16.2197°E.

## Înființare
Situl Lindholmen a fost declarat sit de importanță comunitară în ianuarie 1998 pentru a proteja 1 specie de animale. Situl a fost protejat și ca arie specială de conservare în martie 2011.

## Biodiversitate
Situată în ecoregiunea boreală, aria protejată conține 1 habitat natural: Pășuni din zone de pădure fino-scandinave.
La baza desemnării sitului se află o specie protejată de  nevertebrate: Osmoderma eremita.